# Pierre Roland Saint-Jean
Pierre Roland Saint-Jean (21 giugno 1971) è un allenatore di calcio ed ex calciatore haitiano, di ruolo attaccante.

## Carriera

### Nazionale
Ha debuttato in Nazionale nel 2001. Ha messo a segno la sua prima rete con la maglia della Nazionale il 17 settembre 2006, in Haiti-Repubblica Dominicana (2-1), in cui ha trasformato un calcio di rigore per il definitivo 2-1. Ha partecipato, con la Nazionale, alla Gold Cup 2002 e alla Gold Cup 2007. Ha collezionato in totale, con la maglia della Nazionale, 15 presenze e due reti.

## Palmarès

### Club

#### Competizioni nazionali
- Super Huit: 1

Baltimore: 2006